# ヒロキ・エサシカ
ヒロキ・エサシカ(Hiroki Esashika)は、日本のテクノミュージシャンであり、DJである。

## 概要
北海道札幌市在住。1997年より音楽製作をスタート。地元である札幌を基盤にライブハウスやクラブでの活動を経た後、2000年から札幌の老舗クラブであるPLASTIC THEATERにて盟友DJ TANAKAと共にTECHNO PARTY "ORANGE"をスタートする。
翌年2001年にはイギリスのINFORMよりLOOP1 EPをリリース。2002年にはWIND FORCE EPをリリースする。
同年2002年、主宰するORANGEにロンドンのテクノシーンを賑わせた元THE DRUM CLUBのチャーリー・ホールを招くなど、オーガナイザーとして国内外のアーティストを招聘して札幌のテクノシーンをリンクしていくも、ORANGEは2007年に惜しまれつつも活動を終える。
その後は日本のSUBVOICEからElastic EP、ドイツのBOUNDからIndust EPとリリースを重ね、2005年にはイギリスのINTECからKAZANEがリリース。KAZANEはイギリスのクラブ誌MIXMAGのコーナーBIG TUNESにリストアップされ、イタリアのRISE RECORDでもライセンスリリースされるなど世界的にヒットする。
同年2005年末にも同じくINTECよりDJ HALとのV.A INTEC ROCKでKASABLANKAをリリース。SVEN VÄTH、VALENTINO KANZYANI、UMEK、KEVIN SAUNDERSON等のトップDJ達が挙ってプレイする等のヒット作となる。
2006年はRYUKYUDISKOのリミックスワークや、ファイナルファンタジーシリーズで知られるゲーム音楽の巨匠植松伸夫とのコラボレーション、そして日本は勿論のことイタリアTNT KAMASUTRAでのプレイなど、国内外で活躍の場を広げていく。
2007年はルーマニアのCristian Recordsからのリミックスワークを中心に、ドイツのCueTip RecordingsからはGedit Over/Grip Your Chance、日本のBPM RecordingsからはSamurai Grooves EPをリリース。Intec Rock EP以降はアナログでのリリースは無く、デジタル配信が中心となっている。

## DISCOGRAPHY
- Loop1 EP Inform,UK 2001(Format:12"EP)
- Wind Force EP Inform,UK 2002(Format:12"EP)
- Elastic EP Subvoice,TOKYO 2003(Format:12"EP)
- Indust EP Bound,GERMANY 2005 (Format:12"EP)
- Kazane EP Intec,UK 2005 (Format:12"EP)
- V.A Hiroki Esashika & DJ Hal“Intec Rock EP”(2.Kasablanka) Intec,UK 2005(Format:12"EP)
- V.A Perfect Strangers “Electronic” (4.Akagera , 8.House Rock) Asian Dynasty,TOKYO 2006(Format:Digital)
- Joker Back EP Asian Dynasty,TOKYO 2007(Format:Digital)
- Gedit Over/Grip Your Chance CueTip Recordings,GERMANY 2007(Format:Digital)
- Samurai Grooves EP BPM Recordings,JAPAN 2007

## REMIX
- Ryukyu Disko  Peekan EP (B2,Fight For Beat Hiroki Esashika Remix) Platik,TOKYO 2006(Format:12"EP)
- 植松伸夫 With Ian Gillan  Eternity(2.Eternity  Hiroki Esashika Remix) Aniplex,TOKYO 2006
- NOP　Who Inside　Frame Recordings,JAPAN 2007
- Ryukyu Disko　R3(Track7. Fight for Beat Hiroki Esashika Remix)Platik,TOKYO 2007(Format:CD)
- Cristian Paduraru　Metro(-Electro Mix-Electro DJ Tool-Progressive Dub-Reverse DJ Tool-Techno Mix-House Mix-)Cristian Records,ROMANIA 2007(Format:Digital)
- Cristian Paduraru  Emotion Comes From Motion(-House Mix-Reverse Mix-Techno Mix-Chillout Mix-Electro Dub)Cristian Records,ROMANIA 2007(Format:Digital)
- Kei Kohara  Heavenly Reworks(Track2.Bring Out The Best&Track5.Anklet)Asian Dynasty Records,JAPAN 2007(Format:Digital)
- Cristian Paduraru  The Power Of Intimacy(Techno Dub,House Mix,Electro DJ Tool)Cristian Records,ROMANI 2007(Format:Digital)